# Skeppsta
Se även Skeppsta, en by söder om Örebro

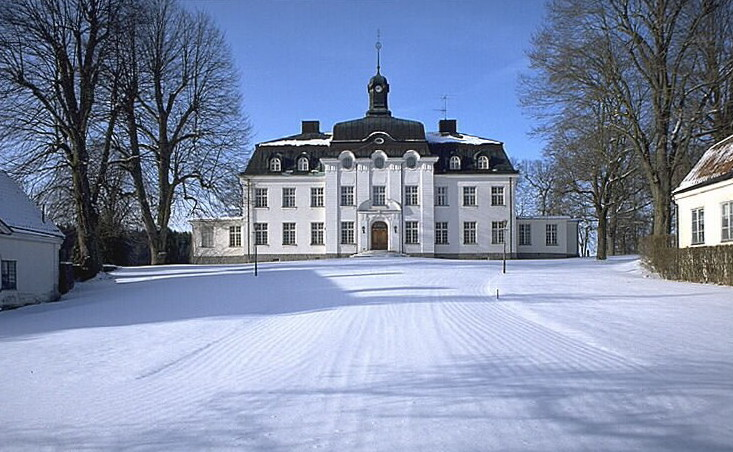
Skeppsta herrgård, 1992.

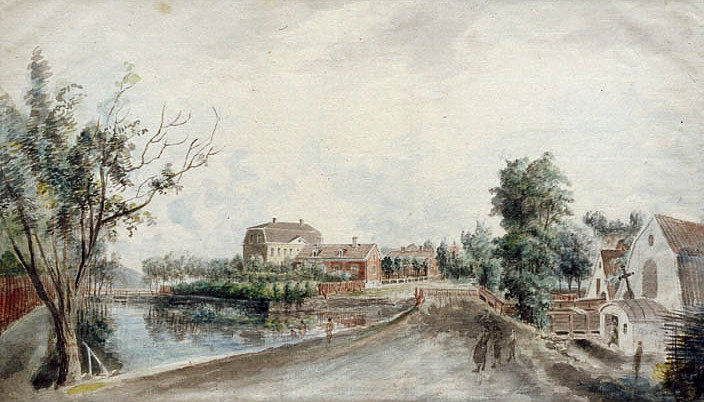
Skeppsta bruk på 1790-talet. Akvarellerad pennteckning av Elias Martin.

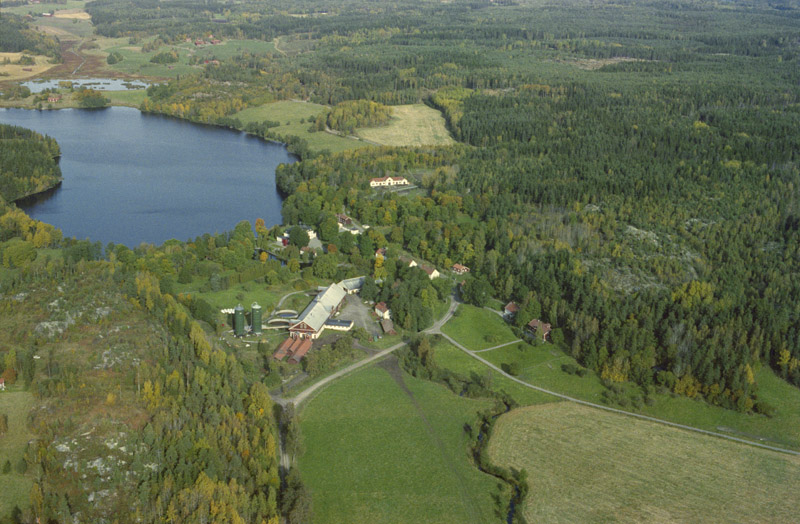
Skeppsta och sjön Barsättern 3 oktober 1991.

Skeppsta var ett järnbruk som ligger i Gåsinge socken i Gnesta kommun i Södermanlands län.

## Historik
Skeppsta ligger vid sjön Barsätterns utlopp i Skeppstaån. Vid vattenfallet anlades en stångjärnshammare vid slutet av 1500-talet. I början av 1600-talet tillkom en masugn och på 1700-talet ytterligare två stångjärnshammare och en masugn och fyra härdar. 1846 anlades ett valsverk som drevs i samarbete med Forsbro stålbruk. Vid Skeppsta bruk förädlade man framförallt tackjärn till stångjärn eller till manufakturvaror.
Bruksverksamheten avslutades 1875 och vid sekelskiftet 1900 blev Skeppsta ett modernt jordbruk. Den gamla herrgårdsbyggnaden från 1700-talet ersattes då med en ny enligt Hagström & Ekmans ritningar. I dag finns ett flertal verksamheter runt Skeppsta; bland annat  trädgårdsmästare Mäster Claes och ett litet glasbruk, Skeppsta hytta, som sedan 2006 ägs och drivs av glaskonstnären Ebba von Wachenfeldt.  Skeppsta gods omfattar idag ca 1 400 hektar jord och skog och ägs av Carl Gustaf Johnzon.